# Guadalupe de los Reyes
Guadalupe de los Reyes är en ort i Mexiko.   Den ligger i kommunen Acatlán de Pérez Figueroa och delstaten Oaxaca, i den sydöstra delen av landet, 280 km öster om huvudstaden Mexico City. Guadalupe de los Reyes ligger 160 meter över havet och antalet invånare är 483.
Terrängen runt Guadalupe de los Reyes är kuperad söderut, men norrut är den platt. Runt Guadalupe de los Reyes är det ganska tätbefolkat, med 75 invånare per kvadratkilometer. Närmaste större samhälle är Acatlán de Pérez Figueroa, 3,1 km sydost om Guadalupe de los Reyes. Omgivningarna runt Guadalupe de los Reyes är en mosaik av jordbruksmark och naturlig växtlighet.